# 동북초등학교 (서울)
동북초등학교(東北初等學校)는 대한민국 서울특별시 도봉구 시루봉로 53 (쌍문동 263번지)에 있는 사립 초등학교이다.

## 학교 연혁
- 1964년 9월 15일: 개교
- 2024년 9월 15일: 개교 60주년

## 참고 자료
- 동북초등학교 - 한국교육학술정보원 학교알리미